# Uriel da Costa

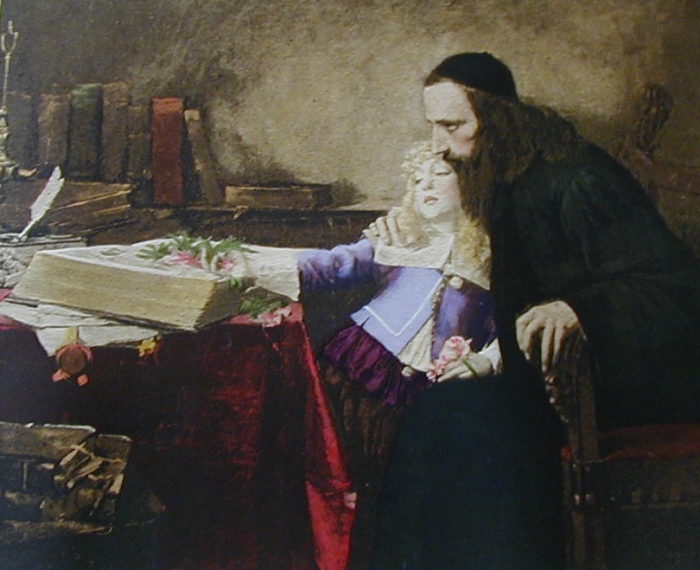
Uriel da Costa ensinando o jovem Espinosa (1901) de Samuel Hirszenberg

Uriel da Costa (também Acosta ou d'Acosta) é o pseudônimo de Gabriel da Costa Fiuza (Porto, 1585 - Amesterdão, 1640); foi um filósofo português, nascido cristão, mas de origem judaica e retornado ao judaísmo durante a idade adulta, quem sustenta uma das biografias mais comentadas nos séculos XVII e XVIII por autores como Bayle, Voltaire e Herder.

## Vida
Uriel da Costa nasceu no Porto, em 1585, com o nome de Gabriel da Costa Fiuza. Seus ancestrais eram cristãos-novos, convertidos do judaísmo ao catolicismo em decorrência do decreto nacional de 1497, imposição feita pelo então rei D. Manuel I. Seu pai era um próspero comerciante internacional e cobrador de impostos. Muitos detalhes sobre sua vida aparecem na sua curta autobiografia, mas ao longo dos últimos dois séculos, documentos descobertos em Portugal, Amsterdão, Hamburgo e Itália mudaram e acrescentaram muito ao quadro.
Estudando direito canônico na Universidade de Coimbra de forma intermitente entre 1600 e 1608, começou a ler a Bíblia e a contemplá-la com seriedade. Costa também ocupou cargo eclesiástico. No entanto, ele e a sua família terminam por ser alvos de várias investigações feitas pela Inquisição, sugerindo que na verdade eram conversos com proximidade aos costumes judaicos proibidos em Portugal à época. Depois de anos de estudo, incluindo a passagem pela Universidade de Coimbra, as suas discordâncias para com a religião cristã levou-o a afastar-se do cristianismo e a aproximar-se ao judaísmo.
Após a morte do seu pai, a família passou a ter maiores dificuldades financeiras devido a algumas dívidas que não tinham sido pagas. Em 1614 ele e a sua família abandonam Portugal com uma quantia significativa de dinheiro que anteriormente tinham conseguido como cobradores de impostos para Jorge de Mascarenhas . Então eles dirigem-se para as duas grandes comunidades da diáspora sefardita:  Amsterdão e Hamburgo. Recém-circuncidados e com novos nomes, agora nomes judaicos, dois irmãos estabeleceram-se em Amsterdã e outras dois foram com a mãe a Hamburgo. Gabriel foi justamente para essa última, e tornou-se Uriel para os vizinhos judeus, e Adam Romez para as relações externas, presumivelmente porque era procurado em Portugal. Todos retomaram seus negócios de comércio internacional.

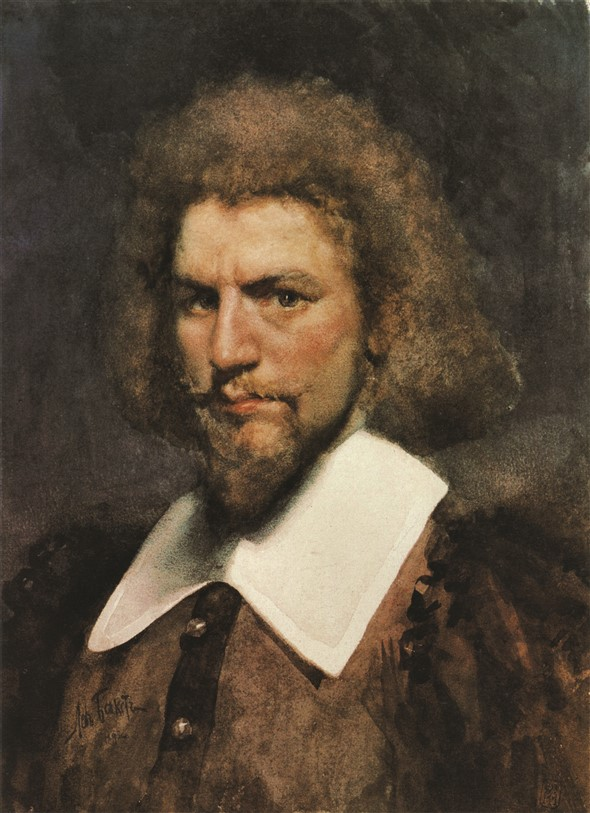
Uriel da Costa, um retrato imaginário (1897) de Leon Bakst

Ao chegar lá, da Costa logo se desencantou com o tipo de judaísmo que via na prática. Ele passou assim a acreditar que a liderança rabínica estava muito consumida pelo ritualismo e pela postura legalista. O sua primeiro escrito de crítica contra os fundamentos das tradições judaicas é conhecido como Propostas contra a Tradição. Nele, em onze teses curtas, da Costa explicitou a disparidade entre alguns dos principais costumes judaicos e uma leitura literal da Lei de Moisés e, de maneira mais geral, tentou provar pela razão e pelas escrituras que esse sistema de leis era suficiente e prescindia da Leis Orais. Entre 1616 e 1618, o texto foi enviado aos líderes da proeminente comunidade judaica de Veneza . Os venezianos decidiram posicionar-se contra tal atitude, fazendo com que a comunidade de Hamburgo sancionasse da Costa excomungando-o, essa terminaria por ser apenas a primeira das três excomunhões judaicas (chérem) que sofreria ao longo da sua vida. O texto das Proposições que sobreviveu e chegou aos nossos dias de hoje é apenas parcial, trata-se apenas duma sequência de citações e paráfrases presentes em Magen ṿe-tsinah (מגן וצנה ; "Escudo e Broquel"), escrito como uma refutação mais longa de Leon de Modena, da comunidade de Veneza,  em resposta aos questionamentos heréticos escritos por da Costa e enviados pelas autoridades judaicas de Hamburgo a Veneza. 
Esse polémico texto dacostano, que resultou na sua primeira excomunhão oficial, válida em Veneza e Hamburgo, certamente teve um direto impacto no decorrer da sua vida. Contudo, da Costa mal menciona isso na sua autobiografia, porém ele continuaria os seus negócios internacionais. Em 1623 mudou-se para Amsterdão por um motivos desconhecidos, mas certamente estarão ligados à postura combativa que da Costa tinha em Hamburgo.  Os líderes da comunidade sefardita de Amsterdão ficaram preocupados com a chegada daquele que então já era um conhecido herege, realizaram uma audiência e aprovaram uma espécie de "excomunhão preventiva" (algo inédito) em razão daquele Chérem já proferido pelas autoridades italo-germânicas. 
Em 1624, já em Amsterdão, da Costa publicou, em português, a sua obra magna, Exame das tradições phariseas (Exame das Tradições Farisaicas). Essa era uma obra de fôlego, abrangendo mais de 200 páginas, sendo a primeira forma de crítica bíblica moderna, secular. Na primeira parte retomam-se as suas Proposições publicadas entre 1616 e 1618, levando em conta as respostas e críticas de Modena. Na segunda parte, ele acrescenta suas visões mais recentes de que a Bíblia hebraica, especialmente a Torá, não apóia e nem sugere a ideia da imortalidade da alma . Da Costa acreditava que essa não era uma ideia profundamente enraizada no judaísmo bíblico, mas sim formulada principalmente por rabinos farisaicos posteriores e promovida a princípios judaicos de fé . O trabalho apontou ainda as discrepâncias entre o judaísmo bíblico e o judaísmo rabínico; ele declarou que o último era um acúmulo de cerimônias e práticas mecânicas, sem qualquer relação com a religião revelada. Na sua opinião, as Leis Orais judaicas eram completamente desprovidas de conceitos espirituais e verdadeiramente filosóficos. Da Costa foi o primeiro judeu a defender a mortalidade da alma e a apelar que a exclusiva leitura direta da Bíblia contradiz o dogma da imortalidade. Em oposição total às tradições judaico-cristãs, ele não cita autoridades rabínicas, nem cristãs e nem filósofos das tradições aristotélica e neoplatônica. 

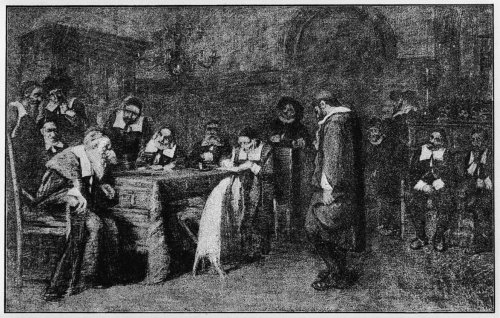
A excomunhão de Uriel da Costa (1888), Meijer de Haan, tomou 8 anos de trabalho, foi alvo duma grande retaliação, desapareceu pouco depois e jamais foi achado

O livro tornou-se muito polémico entre a comunidade judaica e cristã local, cujos líderes relataram às autoridades da cidade que se tratava de um ataque ao cristianismo e ao judaísmo, tendo sido banido e queimado em praça pública . Da Costa foi multado numa quantia significativa. Em 1627, Costa já tinha mudado para Utrecht, mas comunidade judaico-portuguesa de Amsterdão ainda mantinha uma relação desconfortável com a presença dele e de seus parentes; a comunidade chegou a questionar um rabino veneziano, Yaakov Ha-Levi, se a mãe idosa de Uriel seria elegível para um sepultamento na capital holandesa. No ano seguinte, com a mãe tendo morrido, Uriel voltou a Amsterdã. A partir daí, acredita-se que a solidão e ostracismo em que da Costa passou a viver foi demais, mais do que ele podia suportar. Por volta de 1633, ele aceitou os termos da reconciliação, os quais não detalha na sua autobiografia, e foi aceito novamente na comunidade judaica.
A reconciliação, entretanto, não perduraria muito. Pouco tempo depois, da Costa seria julgado novamente: ele encontrou dois cristãos que lhe expressaram a vontade de se converterem ao judaísmo. Diferentemente do que podiam supor, o retrato e relato descrito por da Costa a respeito do judaísmo não era nada animador, dissuadindo-os de se converterem. Com base nessa e noutras acusações anteriores sobre kashrut, ele foi terminaria por ser de novo excomungado, pela terceira vez. Como ele mesmo descreve, por sete anos ele viveu em isolamento quase total, evitado pela sua família e envolvido com eles em disputas civis e financeiras que se seguiram à morte da matriarca da família da Costa.   
À procura de suporte jurídico, decidiu regressar à comunidade judaica e ser, segundo as suas próprias palavras, mais "um macaco dentre os macacos". Ele prometeria, uma vez mais, seguir as tradições e práticas judaicas, mas havia pouca convicção real de o fazer. Em resposta, foi-lhe imposto um duro modelo de reconciliação para que ele pudesse ser aceito de volta ao judaísmo. Como punição por suas visões heréticas, Uriel da Costa recebeu publicamente 39 chibatadas na sinagoga portuguesa em Amsterdão, sendo em seguida forçado a deitar no chão entre os degraus da escada da frente da instituição e lá ficar prostrado para que fosse pisoteado enquanto os membros da congregação saíam. Tal festival de horrores deixou-lhe desmoralizado e completamente humilhado e com um profundo sentimento de vingança contra o homem (um primo ou sobrinho) que provocou o seu julgamento sete anos antes.  

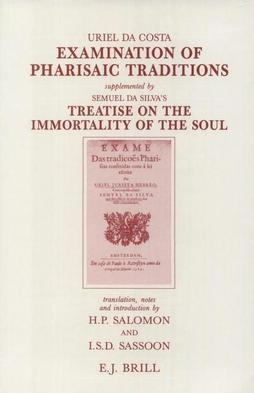
Exame das tradições farisaicas (1624) foi achado em 1990, após quase 370 anos desaparecido. À época da sua publicação, foi proibido e teve todos os seus exemplares queimados em praça pública.

A cerimônia humilhante é o ponto dramático final de sua autobiografia, Exemplar Humanae Vitae (Exemplo de uma Vida Humana), que ficaria conhecida em toda a Europa, sendo comentada por pensadores como Bayle, Voltaire e Herder. Nela conta a história da sua vida e o seu desenvolvimento intelectual, bem como sua experiência como vítima da intolerância. Também expressa visões racionalistas e céticas: duvida se a lei bíblica foi divinamente sancionada ou se foi simplesmente escrita por Moisés. Sugere que toda religião é resultado duma invenção humana e rejeita especificamente suas ortodoxias e seus rituais, esboçando uma religião baseada apenas na lei natural alicerçada na razão.
Dois relatórios concordam que Costa cometeu suicídio em Amsterdão em 1640: Johannes Müller, um teólogo protestante de Hamburgo dá a data como abril, e o pregador Remonstrante de Amsterdã Philipp van Limborch acrescenta que ele partiu para acabar com a vida de seus irmãos (ou do sobrinho) e a dele mesmo: ao encontrar um dos seus desafetos, ele teria pego uma pistola e puxado o gatilho, mas falhou. É então que ele a volta para si mesmo e atira.

## Obra

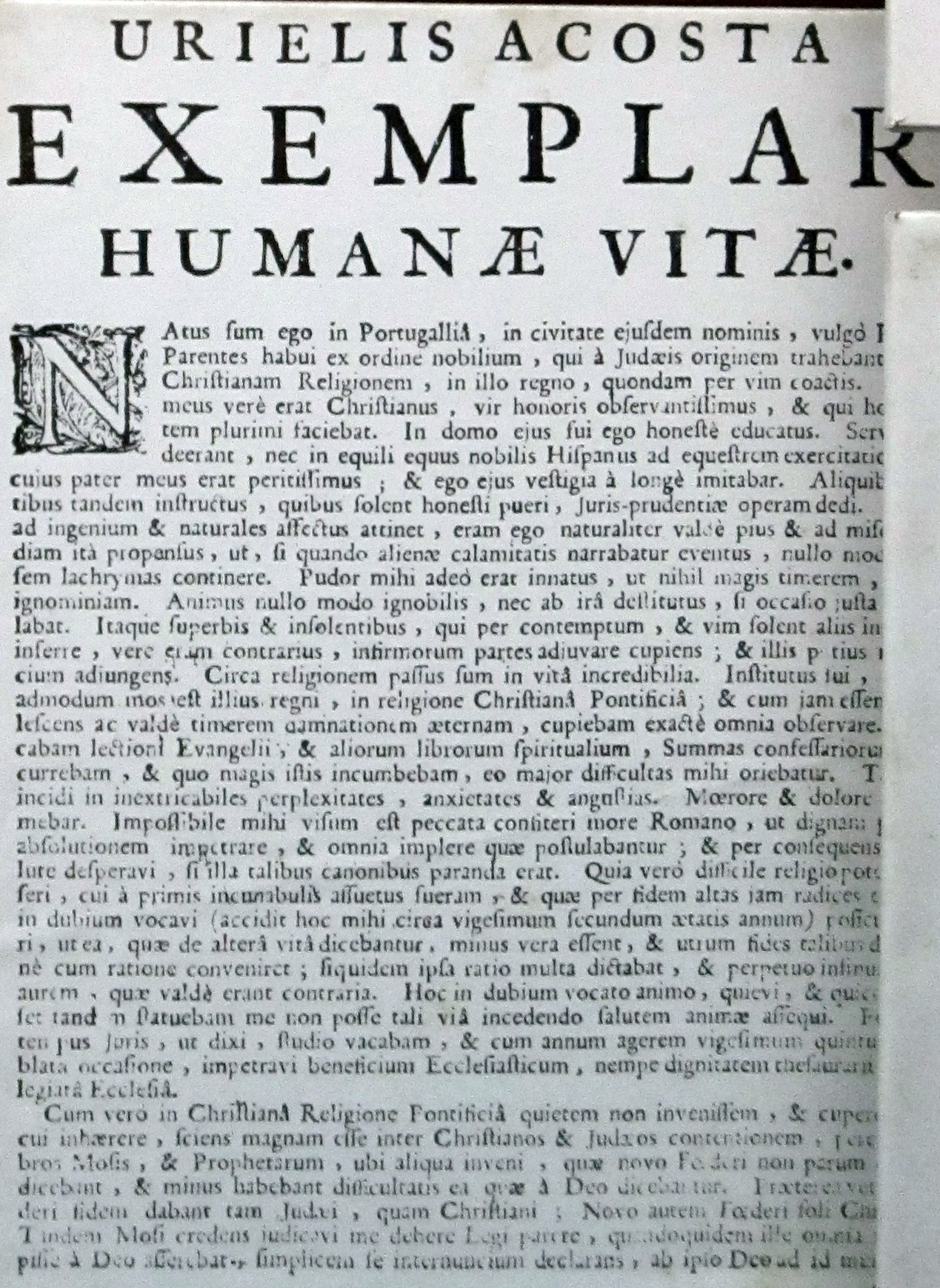
Exemplar Humanae Vitae, de Uriel d'Acosta, publicado logo após o seu suicídio.

Uriel ficou marcado na história da filosofia pela luta que empreendeu contra o obscurantismo religioso, tanto cristão como judaico. Tendo vivido na comunidade portuguesa de judeus de Amesterdão por muitos anos, o impacto com o seguidismo dos escritos enquanto verdade absoluta, faz com que inicie todo um processo de ataque ao status quo, gerando desta forma os seus três escritos mais importantes sobre o tema, a saber, Propostas contra a Tradição" (1618), Exame das Tradições Farisaicas (1624) e Exemplar Humanae Vitae (1640), que foram os grandes responsáveis por suas duas excomunhões.
Exame das Tradições Farisaicas, sua maior e mais completa obra, tivera queimados publicamente todos os seus exemplares impressos e fora terminalmente proibida tanto pelo governo holandês como pelaa comunidades judaicas e cristãs. A obra, então, passa três séculos desaparecida e, após um grande esforço de pesquisadores de vários países, é reencontrada em 1990 na Biblioteca Real de Copenhago, após anos de busca.

###### Escritos
- No seu livro "Exemplar humanae vitae" (1640), Uriel Acosta relata a sua experiência como vítima da intolerância.
  - Uriel da Costa, Espelho da Vida Humana (Exemplar humanae vitae); introdução de Teófilo Braga, trad. de A. Epifânio da Silva Dias. Lisboa, Imprensa Lucas, 1901 (digitalizado pelas Éditions Ionas).
- Exame das tradições phariseas conferidas com a Ley Escrita (1624).
- Propostas contra a tradição (1618).

## Legado
A conturbada e combativa carreira filosófica de Uriel da Costa não passou despercebida pelo grandes pensadores da filosofia nos séculos seguintes que decorreram do suicídio cometido pelo filósofo cético português por volta de 1640. Pierre Bayle, por exemplo, dedica um longo verbete a da Costa em seu Dicionário Histórico e Crítico, no final do século XVII. Já no século XVIII, a obra e vida de Uriel é comentado por Voltaire, quem afirma que Uriel da Costa trocou a religião pela prática filosófica. Leo Strauss, já no século XX, em seu Die Religionskritik Spinozas, comenta o seguinte sobre o pensamento de Uriel da Costa:
Nesse estágio de crítica [bíblica], único nesse estágio, da Costa vêr-se compelido a apresentar a sua crítica da Bíblia. Sua crítica bíblica dar-se para livrar o que é proveniente da revelação divina de todas adições e adulterações humanas. (...) A desconfiança a respeito da tradição transforma-se em desconfiança quanto ao texto em si, em seu caráter de uma herança passada de geração à geração. (...) Uma vez que a revelação não pode ir de encontro à razão, a prova de que uma passagem é irracional é suficiente para o reconhecimento da ilegitimidade da mesma.

## Obras literárias sobre Uriel da Costa
- Em 1846, mediante ao meio liberal que levou às Revoluções de 1848, o escritor alemão Karl Gutzkow (1811–1878) escreveu Uriel Acosta, uma peça sobre a vida de Costa. Mais tarde, esta se tornaria a primeira peça clássica a ser traduzida para o iídiche, e foi um padrão de longa data do teatro iídiche ; Uriel Acosta é o papel de assinatura do ator Rafalesco, o protagonista de Wandering Stars de Sholem Aleichem . A primeira tradução para o iídiche foi de Osip Mikhailovich Lerner, que encenou a peça no Teatro Mariinski em Odessa, Ucrânia (então parte da Rússia Imperial ) em 1881, logo após o assassinato do czar Alexandre II . Abraham Goldfaden seguiu rapidamente com uma produção rival, uma opereta, no Remesleni Club de Odessa. A compositora georgiana Tamara Vakhvakhishvili também compôs a música para a peça.
- Israel Rosenberg prontamente seguiu com sua própria tradução para uma produção em Łódź (na atual Polônia ). A produção de Rosenberg estrelou Jacob Adler no papel-título; a peça permaneceria uma peça marcante no repertório de Adler até o final de sua carreira no palco, o primeiro dos vários papéis através dos quais ele desenvolveu a persona que ele chamou de "o Grande Judeu" (veja também Adler's Memoir nas Referências abaixo) .
- Hermann Jellinek (irmão de Adolf Jellinek ) escreveu um livro intitulado Uriel Acosta (1848). [16]
- Israel Zangwill usou a vida de Uriel da Costa como uma das várias biografias ficcionalizadas em seu livro Dreamers of the Ghetto .
- Agustina Bessa-Luís, escritora portuguesa (1922–2019), publicou em 1984 o romance Um Bicho da Terra baseado na vida de Uriel.
- Ariel Magnus, escritor argentino, publicou em 2022 o romance (escrito em espanhol) Uriel y Baruch: El alma de la inmortalidad (Uriel e Baruch: A alma da imortalidade em inglês), onde recria os momentos finais de Uriel da Costa acrescentando o jovem Spinoza na cena.